# Kamenování satana

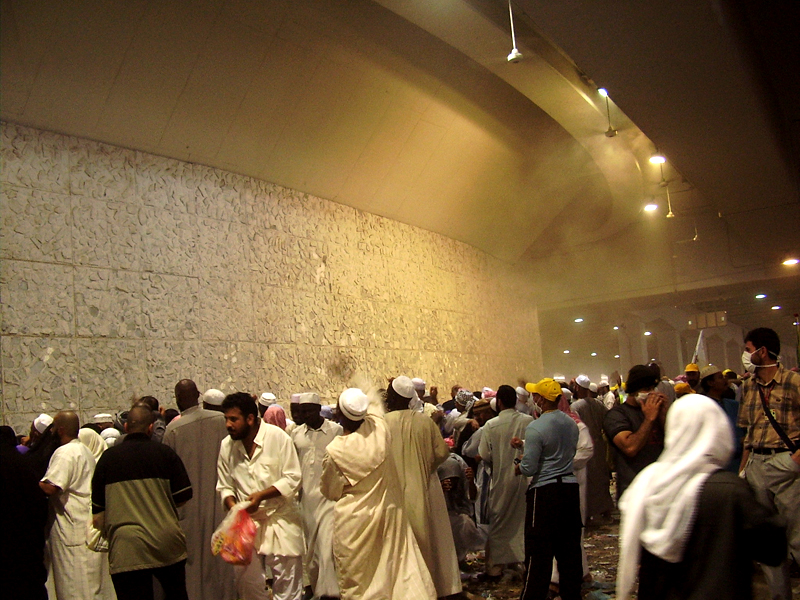
Poutníci házející kameny na zeď

Kamenování satana v Miná je součást islámského poutního rituálu hadždž, který se koná v Mekce v Saúdské Arábii. Rituál spočívá v tom, že muslimové házejí kamínky na dvacet šest metrů dlouhou zeď představující satana. V minulosti se jednalo o tři kamenné sloupy zvané džamra, avšak po sérii tragédií, během kterých došlo k ušlapání mnoha set poutníků, se Saúdská Arábie rozhodla, že malé sloupy nahradí dlouhou zdí.
Je to jeden z rituálních úkonů, které musí muslim během hadždže vykonat, pokud nechce, aby byla jeho pouť k Mekce považována za neplatnou. Kamenování začíná 10. dne měsíce dhú'l-hidždža.